# Polidamant d'Escotussa
Polidamant (grec antic: Πολυδάμας, llatí: Polydamas), fill de Nícies, fou un atleta grec nadiu d'Escotussa. Va guanyar al pancraci als jocs olímpics del 408 aC. Era de gran altura i tenia una força excepcional. La llegenda diu que va matar sense armes a un lleó a la muntanya de l'Olimp, o que va parar un carro quan anava llençar a tota velocitat. El rei persa Darios II de Pèrsia el va convidar a la seva cort on va protagonitzar també altres fets extraordinaris.